# Château de Montigny-le-Gannelon
Le château de Montigny-le-Gannelon est situé à Montigny-le-Gannelon, dans le département d'Eure-et-Loir, en région Centre-Val de  Loire. La demeure est entourée d'un parc de treize hectares et possède une architecture de type Renaissance datant de 1495. Le domaine est ouvert au public.

## Géographie
Le domaine se situe entre Chartres et Tours, dans le département d'Eure-et-Loir en Beauce sur la route du blé, à 60 km d'Orléans et 145 km de Paris. La façade ouest est tournée vers une esplanade et Montigny-le-Gannelon, la façade est domine la rivière du Loir.

## Histoire
La première construction du domaine serait une forteresse à l'époque de Charlemagne, puis une seconde forteresse aurait été construite au Xe siècle, reconstruite au XIIe siècle.
Au début du XVe siècle, l'édifice, très dégradé, est démantelé. Jacques de Renty le reconstruit, à la fin du même siècle, vers 1495, dans le style Renaissance, naissant alors en France,. Il en subsiste principalement la tour des Dames (au Sud) et la tour de l'Horloge.
Au XVIIIe siècle, le domaine revient aux familles d'Anne-Adrien-Pierre de Montmorency-Laval. Le château est la demeure de Anne-Adrien-Pierre de Montmorency-Laval, duc de Laval et de San Fernando Luis, ambassadeur de France sous Louis XVIII et Charles X. Il est aussi un des trois derniers défenseur du Canada où se situe la ville de Lévis et au château se trouve le livre unique qui contient les douze discours d’inauguration de la ville qui a été inauguré le 18 juin 1895. Il fait construire en 1834 un pavillon supplémentaire attenant à la façade nord du château. Les armoiries de la famille Montmorency-Laval se trouvent au-dessus de la porte d'entrée. On peut y voir seize aigles sur fond d'or barrés d'une croix rouge, sur laquelle reposent des coquillages, ainsi que trois chevrons de sable sur fond d'or. Le tout surmonté de la devise : "Dieu aide au second chrétiens Levis".
Charlotte de Laval-Montmorency, née en 1798, fille du précédent, se marie en mai 1817, sous la Restauration, avec Athanase Gustave Charles Marie, marquis de Lévis-Mirepoix. Elle décède le 22 juin 1872 dans le château, resté depuis dans leur descendance.
La façade Est, dans un style néo-gothique, est édifiée en 1879 par l'architecte Clément Parent, élève d’Eugène Viollet-le-Duc, pour le comte et la comtesse Sigismond de Lévis. Un manège est construit à partir de 1893.  Inscrit MH (1927, 1993).

## Architecture
Le domaine est constitué d'un édifice principal. Au centre, un cloître avec, au rez-de-chaussée, des fenêtres plus élancées et au premier étage des ouvertures plus ramassées. Le cloître central est bordé par deux tours. La plus ancienne (la tour des dames), au sud, date de 1495 ; la tour de l'horloge est construite quelques années plus tard.

### La tour de l'horloge
Les armoiries des familles de la Maison de Montmorency-Laval, et de la Maison de Lévis-Mirepoix sont placées au-dessus de la porte d'entrée. La tour de l'horloge est ornée de trois guirlandes. Deux identiques représentent la vigne car la région du bord du Loir était assez viticole. La troisième est différente puisqu'elle représente le veuvage : lors de sa construction, l'un des propriétaires est mort, on peut donc voir sur cette guirlande une veuve avec un fil dans un anneau au moment du décès.

### Le cloître
Le cloître réunit les deux tours. Auparavant il était ouvert ; il a été clos lors des modifications du XIXe siècle.

### Façade extérieure
Sur la façade ouest du château, sept personnages taillés dans la pierre en haut des colonnes du cloître en relief représentent les péchés capitaux : l'orgueil avec un aigle, la luxure avec la nudité, la gourmandise avec un gros personnage, la colère avec un personnage ouvrant la bouche, la paresse avec la barbe négligée d'un personnage et enfin l'envie et l'avarice qui se font face. Sur le mur de briques et de pierres de la tour des Dames, une plaque commémorative est accrochée à la mémoire du « chevalier François Gaston de Lévis 1720-1787 Maréchal de France et défenseur du Canada. » Cette plaque a été placée lors du jumelage entre Châteaudun et Trois-Rivières.

### L'escalier principal
L'escalier principal du château possède un plafond Renaissance construit en 1495. Les sculptures de cette partie sont proches de celle du château de Blois. Au mur sont affichés des tableaux des maréchaux de France de la famille de Levis. Au-dessus de la première lampe à huile se trouve une coquille Saint-Jacques pour symboliser les chemins de Compostelle sur lequel le château est situé et en dessus apparaît un pélican qui rappelle la légende du pélican.

Le château de Montigny-le-Gannelon
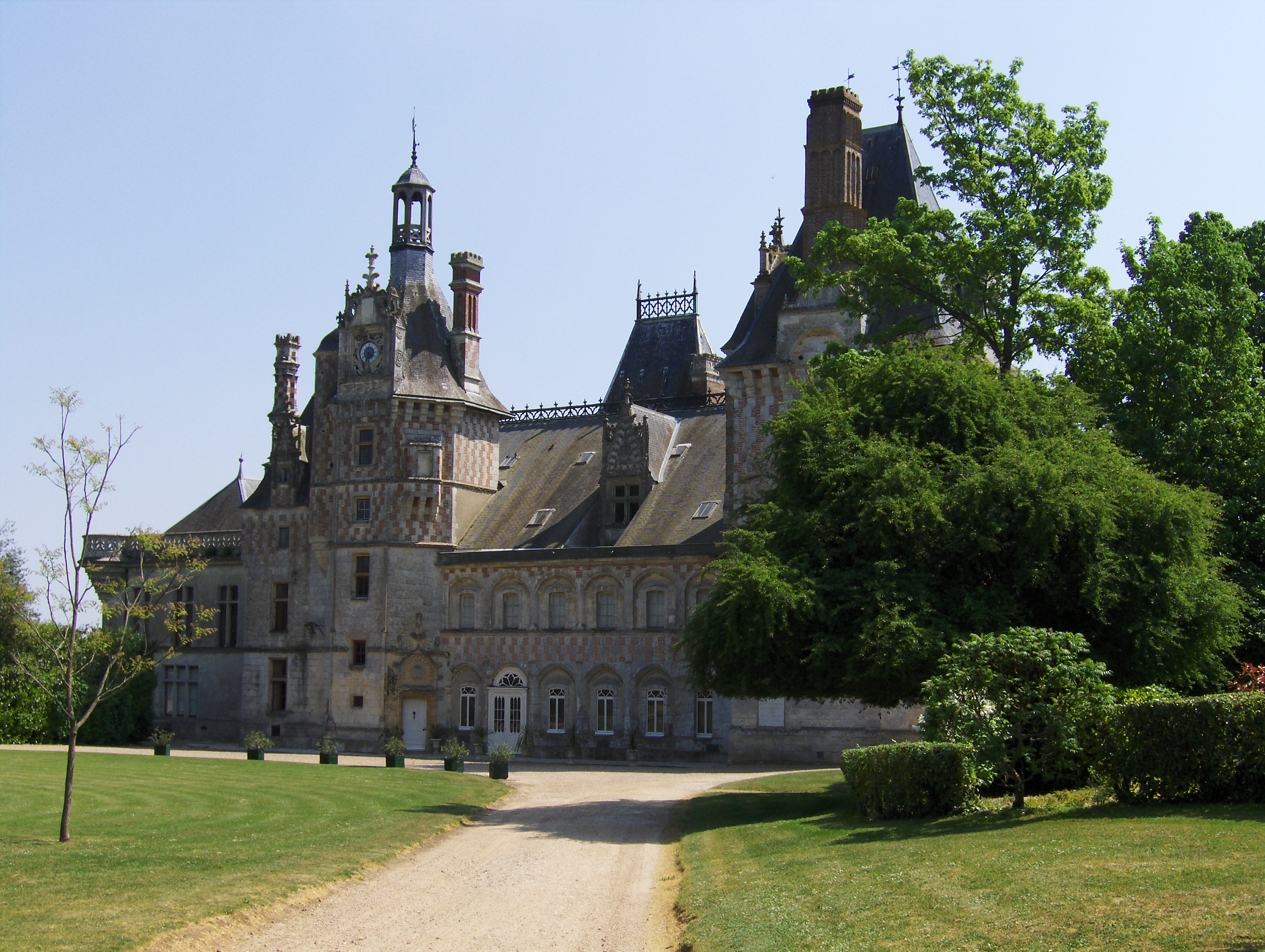
façade ouest
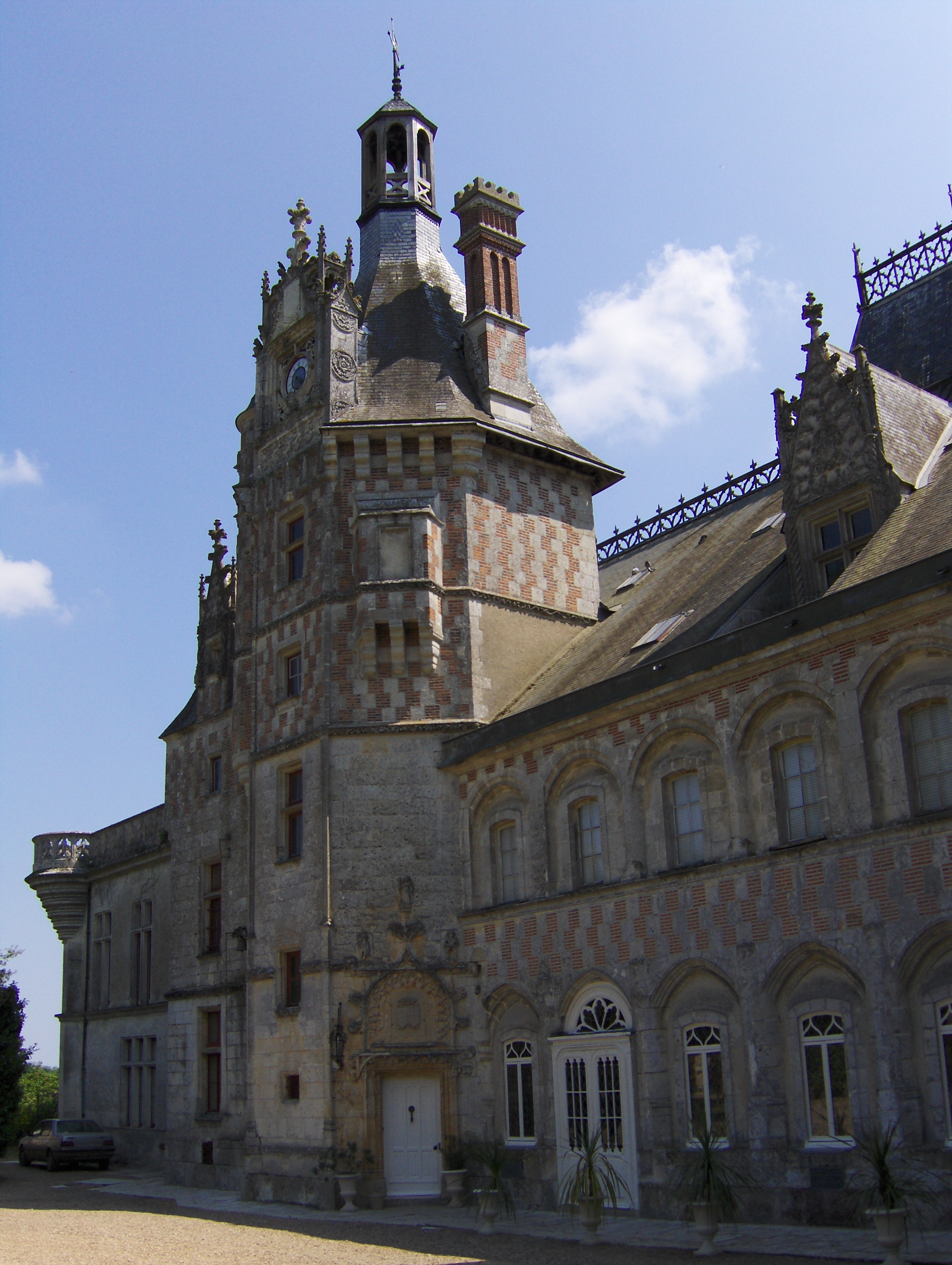
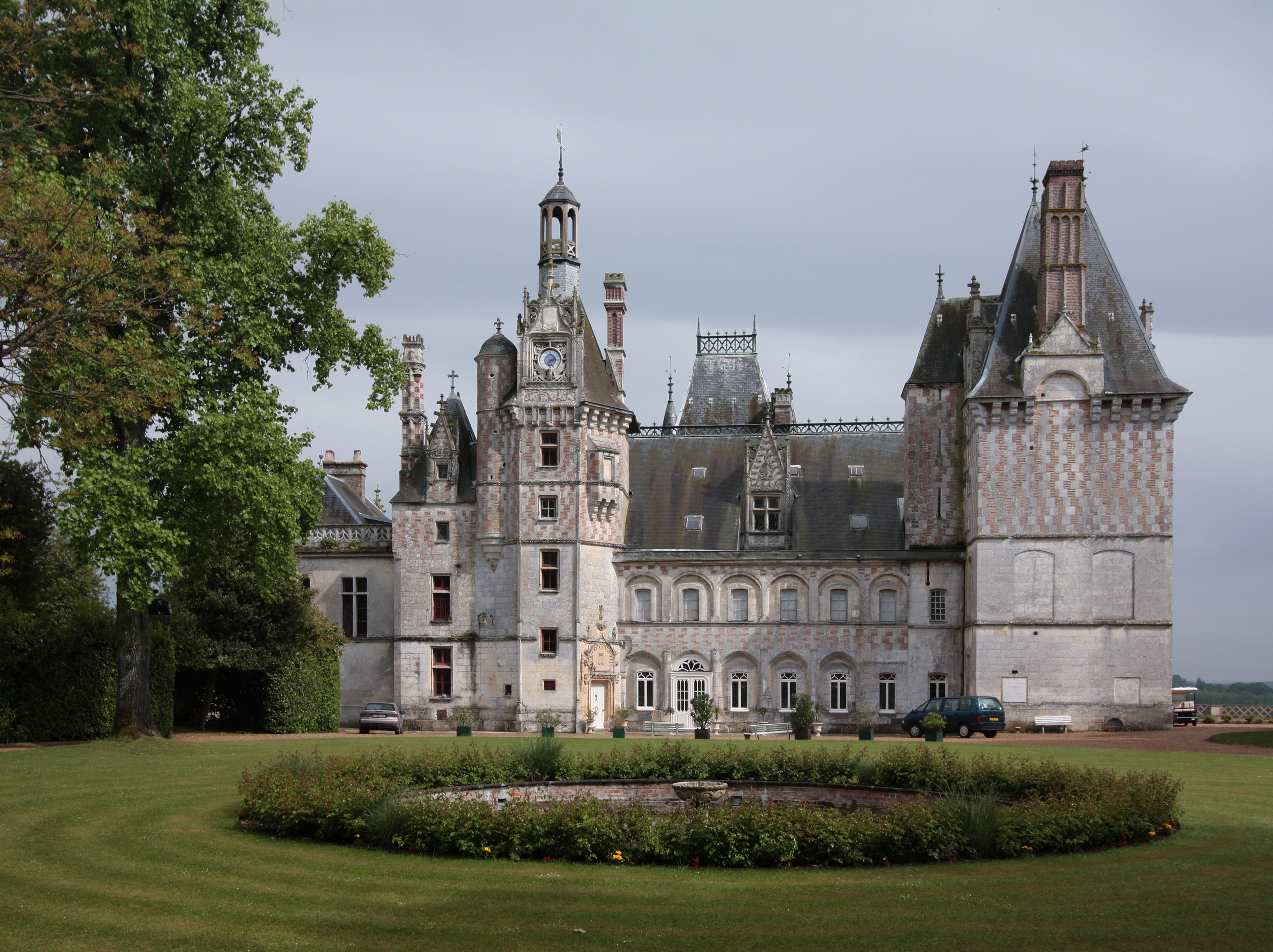
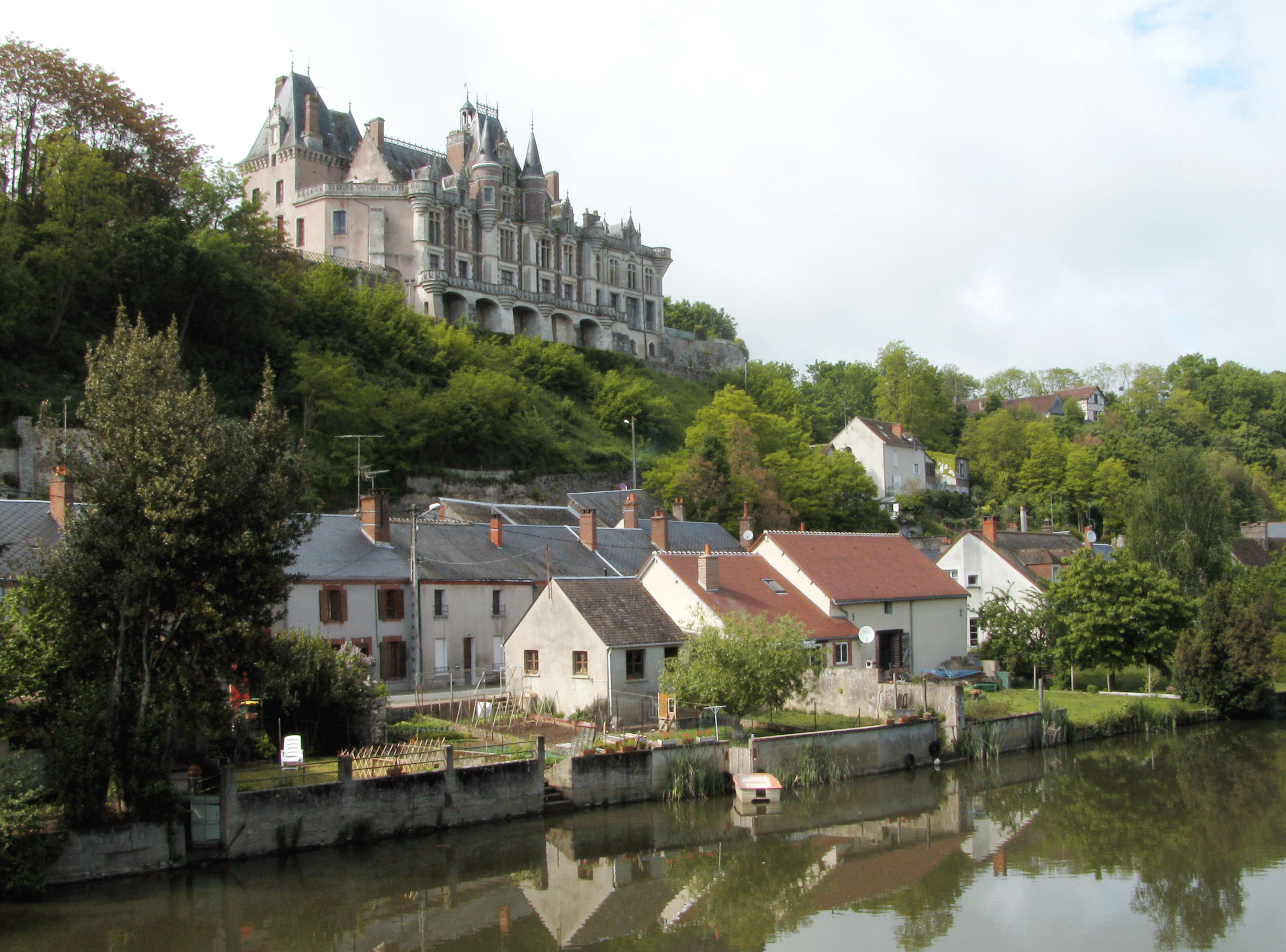
façade est